# Adalbert Frey
Adalbert Frey (* 14. September 1922 in Cham (Oberpfalz); † 12. Januar 2006 ebenda) war ein deutscher Unternehmer in Ostbayern.

## Leben
Frey stammte aus einer wohlhabenden Kaufmannsfamilie der Oberpfalz, in der eine konservative Gesinnung herrschte. Sein Vater Adalbert Frey sen. (1889–1944) war Mitglied der Bayerischen Volkspartei und von 1919 bis 1929 Stadtrat in Cham, in beiden Weltkriegen Soldat (zuletzt Hauptmann) und gehörte 1919 dem Bayerwald-Bataillon an, einem der Freikorps, die auf Anordnung der sozialdemokratischen Regierung Hoffmann gegen die Münchner Räterepublik eingesetzt wurden. 
Adalbert Frey besuchte ab 1933 das Benediktinergymnasium Ettal und schloss dort 1941 mit dem Abitur ab. Nach kurzem Reichsarbeitsdienst wurde er zum Heer an der Ostfront eingezogen. Nach der Kesselschlacht von Jassy-Kischinew in Rumänien schlug der junge Leutnant sich mit durchschossener Hand zu den deutschen Linien durch. Zuhause ermittelte die Gestapo gegen ihn wegen seiner Verbindung zur Familie von Franz Sperr, der wegen Mitwisserschaft am Attentat vom 20. Juli 1944 hingerichtet wurde. Frey diente bis Kriegsende weiter als Soldat und kam in Kriegsgefangenschaft. Frey war seit 1947 Mitglied der katholischen Studentenverbindung KDStV Trifels München im Cartellverband der katholischen deutschen Studentenverbindungen.
Nach dem Studium der Volkswirtschaftslehre bei Adolf Weber in München und der 1949 aufgrund der Dissertation „Der Sozialisierungsgedanke in Deutschland“ mit dem Prädikat summa cum laude erfolgten Promotion zum Dr. oec. publ. baute Frey das elterliche Kaufhaus in Cham aus und gründete weitere in Schwandorf und Marktredwitz mit insgesamt 500 Beschäftigten. Länger als ein halbes Jahrhundert leitete er das Unternehmen. Die Anwendung neuer Präsentations- und Verkaufsmethoden machte ihn zu einem beachteten Einzelhändler in Ostbayern.
Adalbert Frey starb am 12. Januar 2006 im Alter von 83 Jahren in seiner Geburtsstadt Cham.

## Auszeichnungen
- Ehrenbürger seiner Heimatstadt (15. Juli 1997)
- Bundesverdienstkreuz am Bande (10. Januar 1985)[4]
- Bayerischer Verdienstorden (4. Juli 1991).
- Goldenes Ehrenzeichen des Landkreises Cham (23. Juli 1992)[5]
- „Textil-Oscar“ (für seine berufliche Leistung)

## Politik
Politisch war Frey stets christlich-konservativ, anders sein jüngerer Bruder Gerhard Frey, der Vorsitzender der Deutschen Volksunion war.